# Nathanael Greene
Nathanael Greene (Warwick, 7 agosto 1742 – Savannah, 19 giugno 1786) è stato un generale statunitense, aiutante e confidente del generale George Washington durante la guerra d'indipendenza americana.

## Biografia
Figlio di un ricco coltivatore quacchero, Nathanael (1707-1770) e della di lui seconda moglie Mary Motte, ricevette un'istruzione convenzionale, ma fu sempre un avido lettore e sotto la guida di Ezra Stiles, un sacerdote e, successivamente presidente dell'Università Yale, ricevette un'ottima istruzione. Sofferente per via di un ginocchio rigido, che gli causò un leggero zoppicamento non fu ritenuto abile a fare l'ufficiale e servi da soldato semplice. Comunque il suo interesse per la vita militare gli fruttò l'espulsione dalla comunità dei Quaccheri.

### Carriera militare
Nel maggio 1775, dopo lo scoppio della rivoluzione, l'assemblea del Rhode Island autorizzò la creazione di una brigata da 1.500 soldati e Greene ne fu messo a capo. Nel 1776 partecipò alla difesa di New York, fu promosso a maggior generale e, in dicembre, svolse un ruolo importante nell'attacco a sorpresa di Washington a Trenton.
Dopo la battaglia di Long Island (agosto 27-28 1776), durante la quale fu ferito seriamente, Greene raccomandò agli americani di ritirarsi da New York per evitare di essere bloccati sull'isola di Manhattan dai britannici. Egli fu un protagonista in tutte le operazioni militari fino al marzo del 1778 e collaborò strettamente con Washington a Morristown, a Brandywine, a Germantown, a Valley Forge e a Monmouth, fino a quando questi gli chiese di lasciare la prima linea e di assumere le funzioni di Quartermaster. Inizialmente Greene fu riluttante, ma poi servì in questo ruolo per più di due anni, tranne per un breve intervallo quando combatté nella battaglia di Monmouth il (28 giugno 1778).
Nel mese di luglio del 1780, Greene ritornò in servizio attivo dopo che gli americani furono sconfitti nella battaglia di Camden nella Carolina del Sud (16 agosto 1780), Greene fu scelto per sostituire il generale Horatio Gates a capo del teatro di guerra meridionale e, all'inizio di dicembre, assunse la direzione di un esercito frantumato. Lo riorganizzò rapidamente. Greene si ritirò poi al nord verso la Carolina del Nord, costringendo l'allora tenente generale britannico Charles Cornwallis a seguirlo. La sua guida nelle fasi successive della campagna nel Sud rivelò le sue doti di grande generale, secondo nell'abilità soltanto a Washington. Washington iniziò a dipendere da Greene e il loro rapporto ben presto diventò confidenziale.
La sua strategia era riuscita infatti a dividere le forze britanniche, rendendo possibile la vittoria a Cowpens nel mese di gennaio del 1781. In soli otto mesi Greene liberò la maggior parte della Carolina dal controllo britannico. Nella battaglia di Guilford Court House il 15 marzo 1781, Greene subì una sconfitta, ma le sue truppe si ritirarono in buon ordine senza perdite serie. Cornwallis, lontano dalla sua base, fu costretto da mancanza di rifornimenti a ritirarsi. Greene fu in gran parte responsabile del trionfo delle forze americane nel sud.

### Vita privata
Nel 1774 sposò Catharine Littlefield, detta Cathy. Nel 1785 si ritirò vicino a Savannah, in una piantagione a lui donata dallo Stato della Georgia.

## Riconoscimenti alla memoria
Al suo nome sono stati dedicati, negli Stati Uniti d'America, numerosi comuni e contee tra cui:
- Greenville nel Kentucky
- Greeneville nel Tennessee
- Contea di Greene, sempre nel Tennessee
- Contea di Greene, nello Stato di New York.

## Fonti primarie
(in lingua inglese)

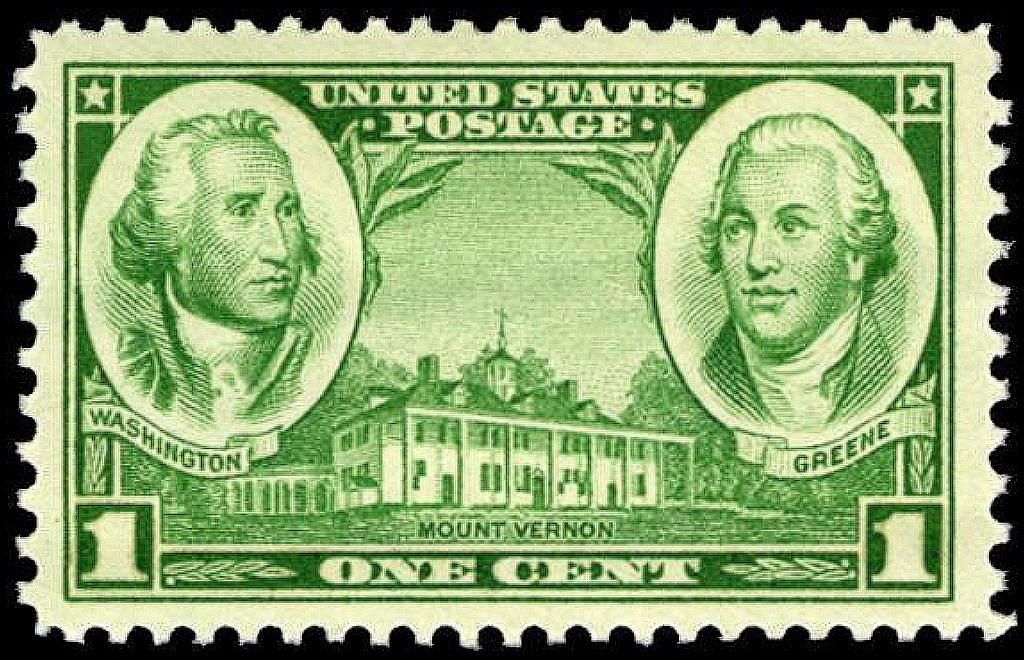
Francobollo commemorativo raffigurante George Washington e Nathanael Greene, emesso dalle Poste statunitensi nel 1936.

- The Papers of General Nathanael Greene. University of North Carolina Press:

Vol. I: December 1766 to December 1776. ISBN 0-8078-1285-4.
Vol. II: January 1777 to 16 October 1778. ISBN 0-8078-1384-2
Vol. III: 18 October 1778 to 10 May 1779. ISBN 0-8078-1557-8.
Vol. IV: 11 May 1779 to 31 October 1779. ISBN 0-8078-1668-X.
Vol. V: 1 November 1779 to 31 May 1780. ISBN 0-8078-1817-8.
Vol. VI: 1 June 1780 to 25 December 1780. ISBN 0-8078-1993-X.
Vol. VII: 26 December 1780 to 29 March 1781. ISBN 0-8078-2094-6.
Vol. VIII: 30 March 1781 to 10 July 1781. ISBN 0-8078-2212-4.
Vol. IX: 11 July 1781 to 2 December 1781. ISBN 0-8078-2310-4.
Vol. X: 3 December 1781 to 6 April 1782. ISBN 0-8078-2419-4.
Vol. XI: 7 April 1782 to 30 September 1782. ISBN 0-8078-2551-4.
Vol. XII: 1 October 1782 1783 to 21 May 1783. ISBN 0-8078-2713-4.
Vol. XIII: 22 May 1783 to 13 June 1786. ISBN 0-8078-2943-9.